# Stiff Little Fingers
Stiff Little Fingers is een in 1977 in Belfast opgerichte Noord-Ierse punkband. De band begon als een schoolbandje met de naam "Highway Star" (genoemd naar een Deep Purple-nummer), dat covers van rocknummers speelde, totdat de leden de punk ontdekten. De groep veranderde de naam in Stiff Little Fingers, naar een single van punkband The Vibrators uit 1976.
Stiff Little Fingers nam in de eerste bezetting vier albums op. Het eerste album ging nog voornamelijk over de oorlog in Noord-Ierland met scherpe, antimilitaristische teksten in nummers als Alternative Ulster en Gotta Getaway. Daarna werd de blik verbreed en gingen de teksten ook over andere onderwerpen. De band ging na zes jaar uiteen maar kwam in 1987 weer bij elkaar en ging begin jaren 90 ook weer de studio in. Ondanks veel bezettingswisselingen (zanger Jake Burns is het enige overgebleven bandlid uit de oorspronkelijke bezetting) speelt en toert de band nog steeds.

## Discografie

### Albums
- Inflammable Material, 1979
- Nobody's Heroes , 1980
- Hanx , 1980
- Go for It, 1981
- Now Then..., 1982
- Flags and Emblems, 1991
- Get a Life, 1994
- Tinderbox, 1997
- Hope Street, 1999
- Guitar and Drum, 2004
- Assume nothing, question everything - the very best of Stiff Little Fingers, 2012
- No Going Back, 2014

### Singles
- "Suspect Device", februari 1978
- "Alternative Ulster", oktober 1978
- "Gotta Gettaway", maart 1979
- "Straw Dogs", september 1979
- "At the Edge" (met B-kant "White Christmas"), oktober 1979
- "Nobody's Hero"/"Tin Soldiers", mei 1980
- "Back to Front"/"Mr. Coal Fire Man", juli 1980
- "Just Fade Away", maart 1981
- "Silver Lining", mei 1981
- "£1.10 Or Less (EP)", januari 1982
- "Listen", februari 1982
- "Talkback", april 1982
- "Bits of Kids", augustus 1982
- "Price of Admission", februari 1983
- "Beirut Moon", 1991
- "Get a Life", 1994
- "Guitar and Drum", 2004

## Bezetting
| Highway Star (1977) | - Jake Burns - Zang, gitaar - Henry Cluney - Gitaar, zang - Brian Faloon - Drums - Gordon Blair - Bas |
| (1977–1979)         | - Jake Burns - Zang, gitaar - Henry Cluney - Gitaar, zang - Ali McMordie - Bas, zang - Brian Faloon - Drums |
| (1979–1981)         | - Jake Burns - Zang, gitaar - Henry Cluney - Gitaar, zang - Ali McMordie - Bas, zang - Jim Reilly - Drums |
| (1981–1982)         | - Jake Burns - Zang, gitaar - Henry Cluney - Gitaar, zang - Ali McMordie - Bas, zang - Dolphin Taylor - Drums, zang                                                                                             |
| (1982–1987)         | Band ging uiteen. |
| (1987–1991)         | - Jake Burns - Zang, gitaar - Henry Cluney - Gitaar, zang - Ali McMordie - Bas, zang - Dolphin Taylor - Drums, zang                                                                                             |
| (1991–1993)         | - Jake Burns - Zang, gitaar - Henry Cluney - Gitaar, zang - Bruce Foxton - Bas, zang - Dolphin Taylor - Drums, zang                                                                                             |
| (1993–1996)         | - Jake Burns - Zang, gitaar - Bruce Foxton - Bas, zang - Dolphin Taylor - Drums, zang - Dave Sharp - Gitaar (alleen live, geen officieel bandlid) - Ian McCallum - Gitaar (alleen live, geen officieel bandlid) |
| (1996–1998)         | - Jake Burns - Zang, gitaar - Bruce Foxton - Bas, zang - Steve Grantley - Drums, zang - Dave Sharp - Gitaar (alleen live, geen officieel bandlid) - Ian McCallum - Gitaar (alleen live, geen officieel bandlid) |
| (1998–2006)         | - Jake Burns - Zang, gitaar - Ian McCallum - Gitaar, zang - Bruce Foxton - Bas, zang - Steve Grantley - Drums, zang                                                                                             |
| (2006–heden)        | - Jake Burns - Zang, gitaar - Ian McCallum - Gitaar, zang - Ali McMordie - Bas, zang - Steve Grantley - Drums, zang                                                                                             |